# Microsoft Office 2011 for Mac
Microsoft Office for Mac 2011 este o suită de birotică pentru Mac OS X care a fost lansat pe 26 octombrie 2010. Este succesorul lui Microsoft Office 2008 for Mac. Office for Mac 2011 vine în 13 de limbi, inclusiv două noi: poloneză și rusă. Și limbile engleză, daneză, olandeză, finlandeză, franceză, germană, italiană, japoneză, norvegiană, spaniolă și suedeză. Suport pentru Visual Basic for Applications (VBA) macrocomenzi pe care l-a reintrodus după ce a fost abandonat în Office 2008. Utilizatorii pot beneficia totuși de opțiuni de automatizare existente dezvoltate în mod special pentru Mac precum softwarele Automator și AppleScript. A fost integrat interfața Ribbon în toate aplicațiile la fel ca în Office 2007 și Office 2010.

## Ediții
Este disponibilă în versiunile: Clientul de mail Entourage este înlocuit de Outlook.
- Microsoft Office for Mac Home and Student 2011, include: Word, PowerPoint, Excel și Messenger
- Microsoft Office for Mac Home and Business 2011, include: Word, PowerPoint, Excel, Outlook și Messenger
- Microsoft Office for Mac Academic 2011, include: Word, PowerPoint, Excel, Outlook și Messenger și este disponibil pentru studenți de învățământ superior și de facultate.
- Microsoft Office for Mac Standard 2011 include: Word, PowerPoint, Excel, Outlook și Messenger.

## Service Pack
Service Pack 1 a fost lansat pe 12 aprilie 2011 și are dimensiunea de 246,2 MB. 
Service Pack 2 este cunoscut ca verisunea 14.2 sau KB 2685940. 

### SP1
Service Pack 1 cunoscut sub versiunea de 14.1.0 include capacitatea de a Text Alt autor pentru obiecte precum forme, imagini, tabele, diagrame SmartArt și filme în oricare dintre programele de Office 2011.
Outlook for Mac oferă opțiunea de "retrimitere" și "redirecționare". Outlook comunică cu serviciile de sincronizare în Mac OS X și permite schimburile de calendare, note și sarcini cu alte aplicații.

În PowerPoint problemele opțiunea de a proteja parola de prezentare este disponibilă. Sunt îmbunătățiri pentru Print preview și economisirea de imagini în diapozitive.
Utilizatorii Excel beneficiază de instrumente de analiză Solver care pot fi utilizate pentru a rula scenarii cu date "what if", diferite probleme cu setările de paste (lipire), formatarea condițională, tipărire și pagina de setări au fost fixate.
Word oferă îmbunătățiri ale stabilității, la deschiderea și salvarea fișierelor. Funția de "find" și "replace" a fost perfecționată și problema care a cauzat barele de instrumente personalizate, meniuriurile și comenzile rapide de la tastatură au fost stabilite.

### SP2
Actualizarea este disponibilă prin intermediul Microsoft utilitarului Autoupdate inclus, dar poate fi descărcat de pe site-ul Web Microsoft. Actualizarea are aproximativ 110 MB.
Word Imprimarea faxurilor PDF este îmbunătățită și afișarea informațiilor despre utilizatorul în șabloane este îmbunătățită.
Powerpoint permite inserarea hyperlink-urilor speciale, remediază problemă în care nu pot vedea lista de coautori într-o prezentare și Sprijină vizualizarea în ecran complet.
Outlook îmbunătățește sincronizarea cu Exchange Server și îmbunătățește performanța când se șterge mai multe articole. Sincronizarea cu conturile IMAP este îmbunătățită, oferă flexibilitate mai mare atunci când se lucrează cu conturile Gmail și include un utilitar în bază de date nouă pentru a identifica și rezolva problemele de corupție.